# La Destrousse
La Destrousse ist eine französische Gemeinde mit 4023 Einwohnern (Stand 1. Januar 2022) im Département Bouches-du-Rhône in der Region Provence-Alpes-Côte d’Azur.

## Geografie
Die Gemeinde liegt 22 Kilometer von Aix-en-Provence und zehn Kilometer von Aubagne entfernt. Nachbarorte sind Peypin (zwei Kilometer), Auriol (zwei Kilometer), La Bouilladisse (zwei Kilometer) und Cadolive (zehn Kilometer). Das Gemeindegebiet hat die Form eines Dreiecks. Der Ort liegt fast in der Mitte der Gemeinde.

## Geschichte
Die Kirche des Ortes wurde 1834 renoviert und 1872 geweiht.

## Sehenswürdigkeiten
- Pfarrkirche

## Verkehrsanbindung
Auf dem Gemeindegebiet befindet sich eine Auffahrt Pas de Trets zur A52. Über diese Autobahn ist Marseille in 25 Minuten und Aix-en-Provence in 20 Minuten erreichbar.

## Demografie

### Bevölkerungsentwicklung
| Jahr      | 1962 | 1968 | 1975 | 1982 | 1990 | 1999 | 2008 | 2016 | 2021 |
| Einwohner | 748  | 854  | 1205 | 1755 | 2270 | 2488 | 2758 | 3442 | 3913 |

### Altersstruktur
25 Prozent der Bevölkerung sind 19 Jahre alt oder jünger. Sechs Prozent der Bevölkerung sind 75 Jahre alt oder älter.